# Gia Carangi
Gia Carangi   (Filadèlfia, 29 de gener de 1960 - Filadèlfia, 18 de novembre de 1986) va ser una model nord-americana, considerada per molts com la primera supermodel. Va aparèixer a la portada de nombroses revistes, incloses diverses edicions de Vogue i Cosmopolitan, i també en campanyes publicitàries de cases de moda com Armani, Dior, Versace i Yves Saint Laurent.
Després que Carangi esdevingués addicte a l'heroïna, la seva carrera va disminuir ràpidament, cosa que la va portar a deixar el modelatge el 1983. El 1986, a 26 anys, va morir per complicacions relacionades amb la sida. Es creu que l'havia contret d'una agulla contaminada. Es va convertir en una de les primeres dones famoses a morir pel virus. La seva vida es va dramatitzar a la pel·lícula de televisió Gia de 1998, dirigida per Michael Cristofer i protagonitzada per Angelina Jolie com Carangi.